# Temporada do Manchester City Football Club de 2020–21
A temporada 2020–21 foi a 19ª temporada do Manchester City na Premier League e a 119ª na primeira divisão do futebol inglês. O clube participou da Premier League (onde sagrou-se campeão), da Copa da Inglaterra (vice-campeão), da Copa da Liga Inglesa (campeão) e da Liga dos Campeões da UEFA (vice-campeão), onde chegou à final pela primeira vez em sua história, onde enfrentou o Chelsea na terceira decisão entre clubes ingleses na história da competição.

## Marca de equipamento
- Puma

## Patrocínios
- Etihad Airways

## Equipamentos
| Equipamento titular | Equipamento alternativo | Terceiro equipamento |

## Elenco atual
| 13             | Zack Steffen        | Estados Unidos | Goleiro            | 12 de abril de 1995     |
| 31             | Ederson             | Brasil         | Goleiro            | 17 de agosto de 1993    |
| 31             | Scott Carson        | Inglaterra     | Goleiro            | 3 de setembro de 1985   |
| 85             | James Trafford      | Inglaterra     | Goleiro            | 10 de outubro de 2002   |
| Defensores     |                     |                |                    |                         |
| 2              | Kyle Walker         | Inglaterra     | Lateral direito    | 28 de maio de 1990      |
| 3              | Rúben Dias          | Portugal       | Zagueiro           | 14 de maio de 1997      |
| 5              | John Stones         | Inglaterra     | Zagueiro           | 28 de maio de 1994      |
| 6              | Nathan Aké          | Países Baixos  | Zagueiro           | 18 de fevereiro de 1995 |
| 11             | Oleksandr Zinchenko | Ucrânia        | Lateral esquerdo   | 15 de dezembro de 1996  |
| 14             | Aymeric Laporte     | /              | Zagueiro           | 27 de maio de 1994      |
| 22             | Benjamin Mendy      | França         | Lateral esquerdo   | 17 de julho de 1994     |
| 27             | João Cancelo        | Portugal       | Lateral direito    | 27 de maio de 1994      |
| 34             | Philippe Sandler    | Países Baixos  | Zagueiro           | 10 de fevereiro de 1997 |
| 50             | Eric García         | Espanha        | Zagueiro           | 9 de janeiro de 2001    |
| 79             | Luke Mbete-Tatu     | Inglaterra     | Zagueiro           | 18 de setembro de 2003  |
| Meio-campistas |                     |                |                    |                         |
| 8              | İlkay Gündoğan      | Alemanha       | Meio-campo         | 24 de outubro de 1990   |
| 16             | Rodri               | Espanha        | Volante            | 22 de junho de 1996     |
| 17             | Kevin De Bruyne     | Bélgica        | Meio-campo         | 28 de junho de 1991     |
| 20             | Bernardo Silva      | Portugal       | Meio-campo         | 10 de agosto de 1994    |
| 25             | Fernandinho         | Brasil         | Volante / Zagueiro | 4 de maio de 1985       |
| 61             | Felix Nmecha        | Inglaterra     | Meio-campo         | 10 de outubro de 2000   |
| 69             | Tommy Doyle         | Inglaterra     | Meio-campo         | 17 de outubro de 2001   |
| 80             | Cole Palmer         | Inglaterra     | Meio-campo         | 6 de maio de 2002       |
| 81             | Claudio Gomes       | França         | Volante            | 23 de julho de 2000     |
| 82             | Adrián Bernabé      | Espanha        | Meio-campo         | 25 de junho de 2001     |
| Atacantes      |                     |                |                    |                         |
| 7              | Raheem Sterling     | Inglaterra     | Atacante           | 8 de dezembro de 1994   |
| 9              | Gabriel Jesus       | Brasil         | Centroavante       | 3 de abril de 1997      |
| 10             | Sergio Agüero       | Argentina      | Centroavante       | 2 de junho de 1988      |
| 21             | Ferrán Torres       | Espanha        | Atacante           | 29 de fevereiro de 2000 |
| 26             | Riyad Mahrez        | Argélia        | Atacante           | 21 de fevereiro de 1991 |
| 47             | Phil Foden          | Inglaterra     | Atacante           | 28 de maio de 2000      |
| 48             | Liam Delap          | Inglaterra     | Atacante           | 8 de fevereiro de 2003  |

## Transferências

### Entradas
| Data                   | Posição          | Número | Nome             | Origem      | Valor         | Para               | Ref.                |
| ---------------------- | ---------------- | ------ | ---------------- | ----------- | ------------- | ------------------ | ------------------- |
| 1 de julho de 2020     | Meia-atacante    | —      | Josh Adam        | Celtic      | Não divulgado | Academy            | [ 2 ]               |
| 1 de julho de 2020     | Lateral-direito  | —      | Yan Couto        | Coritiba    | Não divulgado | Academy            | [ 3 ]               |
| 1 de julho de 2020     | Volante          | 90     | Roméo Lavia      | Anderlecht  | Não divulgado | Categorias de base | [ 4 ]               |
| 1 de julho de 2020     | Lateral-esquerdo | —      | Juan Larios      | Barcelona   | £400,000      | Categorias de base | [ 5 ]               |
| 1 de julho de 2020     | Goleiro          | —      | Mikki van Sas    | Utrecht     | Não divulgado | Categorias de base | [ 6 ]               |
| 27 de julho de 2020    | Atacante         | —      | Pablo Moreno     | Juventus    | £9,000,000    | Categorias de base | [ 7 ]               |
| 29 de julho de 2020    | DF               | —      | Issa Kaboré      | Mechelen    | Undisclosed   | Categorias de base | [ 8 ]               |
| 4 de agosto de 2020    | FW               | 21     | Ferran Torres    | Valencia    | £20,750,000   | Time principal     | [ 9 ]               |
| 5 de agosto de 2020    | Zagueiro         | 6      | Nathan Aké       | Bournemouth | £40,000,000   | Time principal     | [ 10 ]              |
| 29 de setembro de 2020 | Zagueiro         | 3      | Rúben Dias       | Benfica     | £62,100,000   | Time principal     | [ 11 ]              |
| 29 de setembro de 2020 | Atacante         | —      | Adedire Mebude   | Rangers     | Não divulgado | Categorias de base | [ 12 ]              |
| 4 de outubro de 2020   | Atacante         | —      | Nahuel Bustos    | Talleres    | £6,030,000    | Academy            | [carece de fontes?] |
| 1 de janeiro de 2021   | Atacante         | —      | Filip Stevanović | Partizan    | £6,000,000    | Categorias de base | [ 13 ]              |
| Total                  | Total            | Total  | Total            | Total       | £138,342,100  |                    |                     |

### Saídas
| Data                    | Posição          | Número | Nome                     | Para                | Valor         | Origem             | Ref.          |
| ----------------------- | ---------------- | ------ | ------------------------ | ------------------- | ------------- | ------------------ | ------------- |
| 1 de julho de 2020      | Ponta-esquerda   | —      | Ernest Agyiri            | Levadia             | Liberado      | Categorias de base | [ 14 ]        |
| 1 de julho de 2020      | Centroavante     | 68     | Thierry Ambrose          | Metz                | £1,800,000    | Categorias de base | [ 15 ]        |
| 1 de julho de 2020      | Meio-campista    | —      | Joe Snowdon              | Leeds United        | Undisclosed   | Academy            | [ 16 ]        |
| 3 de julho de 2020      | Meio-campista    | 19     | Leroy Sané               | Bayern de Munique   | £54,800,000   | Time principal     | [ 17 ]        |
| 28 de julho de 2020     | Meio-campo       | 60     | Fisayo Dele-Bashiru      | Sheffield Wednesday | Não divulgado | Categorias de base | [ 18 ]        |
| 12 de agosto de 2020    | Zagueiro         | —      | Leojo Davidson           | Sheffield Wednesday | Sem custos    | Categorias de base | [ 19 ]        |
| 15 de agosto de 2020    | Goleiro          | 1      | Claudio Bravo            | Real Betis          | Sem custos    | Time principal     | [ 20 ] [ 21 ] |
| 15 de agosto de 2020    | Meio-campo       | 21     | David Silva              | Real Sociedad       | Sem custos    | Time principal     | [ 22 ]        |
| 31 de agosto de 2020    | Defensor         | —      | Fedel Ross-Lang          | Southampton         | Não divulgado | Categorias de base | [ 23 ]        |
| 1 de setembro de 2020   | Atacante         | —      | Félix Correia            | Juventus            | £9,500,000    | Categorias de base | [ 24 ]        |
| 3 de setembro de 2020   | Meio-campo       | 67     | Paolo Fernandes          | Castellón           | Não divulgado | Categorias de base | [ 25 ]        |
| 11 de setembro de 2020  | Centroavante     | —      | Charlie McNeill          | Manchester United   | £750,000      | Academy            | [ 26 ]        |
| 23 de setembro de 2020  | Atacante         | 51     | Nabil Touaizi            | Espanyol            | Não divulgado | Categorias de base | [ 27 ]        |
| 24 de setembro de 2020  | Ponta-esquerda   | —      | Jamie Bynoe-Gittens      | Borussia Dortmund   | Não divulgado | Categorias de base | [ 28 ]        |
| 28 de setembro de 2020  | Goleiro          | —      | Felix Goddard            | Blackburn Rovers    | Não divulgado | Categorias de base | [ 29 ]        |
| 29 de setembro de 2020  | Zagueiro         | 30     | Nicolás Otamendi         | Benfica             | £13,700,000   | Time principal     | [ 30 ]        |
| 5 de outubro de 2020    | Volante          | 75     | Aleix García             | Dinamo Bucareste    | Não divulgado | Categorias de base | [ 31 ]        |
| 5 de outubro de 2020    | Zagueiro         | 24     | Tosin Adarabioyo         | Fulham              | Não divulgado | Categorias de base | [ 32 ]        |
| 16 de outubro de 2020   | Zagueiro         | 46     | Joel Latibeaudiere       | Swansea City        | Undisclosed   | Academy            | [ 33 ]        |
| 20 de janeiro de 2021   |                  | —      | Mikkel Diskerud          | Denizlispor         | Não divulgado | Categorias de base | [ 34 ]        |
| 25 de janeiro de 2021   | Lateral-esquerdo | 62     | Nathanael Ogbeta         | Shrewsbury Town     | Não divulgado | Categorias de base | [ 35 ]        |
| 25 de janeiro de 2021   | Goleiro          | —      | Tom Scott                | Port Vale           | Sem custos    | Categorias de base | [ 36 ]        |
| 1 de fevereiro de 2021  | Centroavante     | 63     | Keyendrah Simmonds       | Birmingham City     | Não divulgado | Academy            | [ 37 ]        |
| 1 de fevereiro de 2021  | Ponta-direita    | 76     | D'Margio Wright-Phillips | Stoke City          | Não divulgado | Categorias de base | [ 38 ]        |
| 12 de fevereiro de 2021 | Lateral-esquerdo | 12     | Angeliño Tasende         | RB Leipzig          | £16,300,000   | Time principal     | [ 39 ]        |
| Total                   | Total            | Total  | Total                    | Total               | £96,850,000   |                    |               |